# بخش اگل
بخش اگل یکی از بخشهای کانتون وو  در کشور سوئیس است.